# Manoir d'Urville (Manche)
Le manoir d'Urville est une demeure, du tout début du XVIe siècle, qui se dresse sur le territoire de la commune française d'Urville dans le département de la Manche, en région Normandie. L'édifice est partiellement inscrit au titre des monuments historiques.

## Localisation
Le manoir est situé à proximité de l'église Saint-Julien d'Urville, dans le département français de la Manche.

## Description
Le manoir date du tout début du XVIe siècle. Construit en pierre de taille blanche dans un style gothique flamboyant, les bâtiments en équerres occupent l'angle d'une cour fermée par d'importants bâtiments de communs. Le logis en « L », est articulé autour d'une tourelle d'angle. Il s'éclaire par des fenêtres à meneaux. On accède à l'aile gauche par une porte en plein cintre, et on peut voir au rez-de-chaussée de ce bâtiment une fenêtre ornée d'accolades, et au-dessus, à l'étage une fenêtre à meneaux richement sculptée et surmontée au niveau des combles par une lucarne à double fenêtre.
Les communs datent également du tout début du XVIe siècle.

## Protection
Les façades et toitures du logis, y compris les arcades de l'ancienne galerie de circulation situées sur la façade postérieure de l'aile ouest, ainsi que l'escalier en vis, les portes et les cheminées anciennes, les baies et leurs coussièges ; les façades et toitures de l'ensemble des communs ; le colombier et la double porte d'entrée sont inscrits au titre des monuments historiques par arrêté du 28 octobre 1997.